# Pavel Hrisztoforovics Grabbe
Pavel Hrisztoforovics Grabbe (oroszul: Павел Христофорович Граббе; Kexholm, 1789. december 2. – Primcsini. 1875. július 15.) orosz gróf, altábornagy, a doni kozákok atamánja.

## Élete
1805-ben kezdte meg katonai szolgálatát a 2. tüzérezred tüzéreként. Kitűnt a napóleoni háborúkban. 1828–1829-ben harcolt a törökök és 1830–31-ben a lengyel felkelők ellen (az osztrolenkai csatában tanúsított magatartásáért kitüntették), majd a ismét a törökök elleni kaukázusi háborúkban, ahol nagy hírnévre tett szert.
1849-ben a Felvidéken működő önálló hadoszlop parancsnoka volt. Feladata elsősorban a terület pacifikálása volt, mivel a helyi gyenge magyar erők nem is nagyon próbáltak szembeszállni elsöprő túlerejével. Görgei visszavonuló serege ellen indított néhány vérszegény akciót, de minden siker nélkül. Grabbét az oroszok különösen lovagiasnak és nemeslelkűnek tartották, ez azonban nem akadályozta meg abban, hogy kirabolja és felégesse Losoncot. Később lovassági tábornokká léptették elő, és a doni kozákok atamánja lett.